# Чивитела Сан Паоло
Чивитела Сан Паоло (итал. Civitella San Paolo) је насеље у Италији у округу Рим, региону Лацио.
Према процени из 2011. у насељу је живело 1214 становника. Насеље се налази на надморској висини од 221 м.

## Становништво
Према резултатима пописа становништва 2011. у општини је живело 1.754 становника.
| 1936. | 1951. | 1961. | 1971. | 1981. | 1991. | 2001. | 2011. |
| ----- | ----- | ----- | ----- | ----- | ----- | ----- | ----- |
| 1.605 | 1.695 | 1.475 | 1.258 | 1.328 | 1.386 | 1.547 | 1.754 |